# Saneczkarstwo

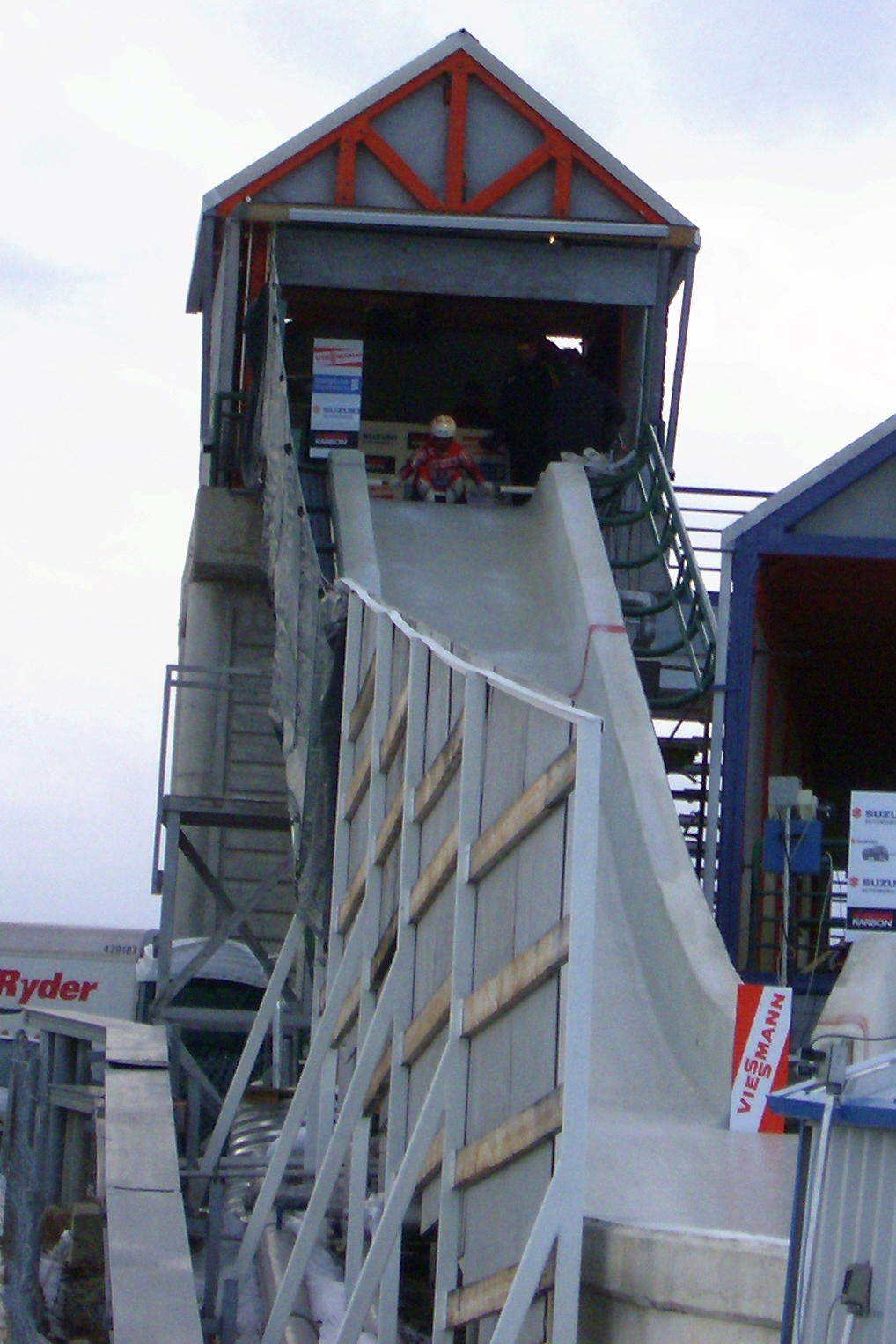
Tor saneczkarski w Calgary

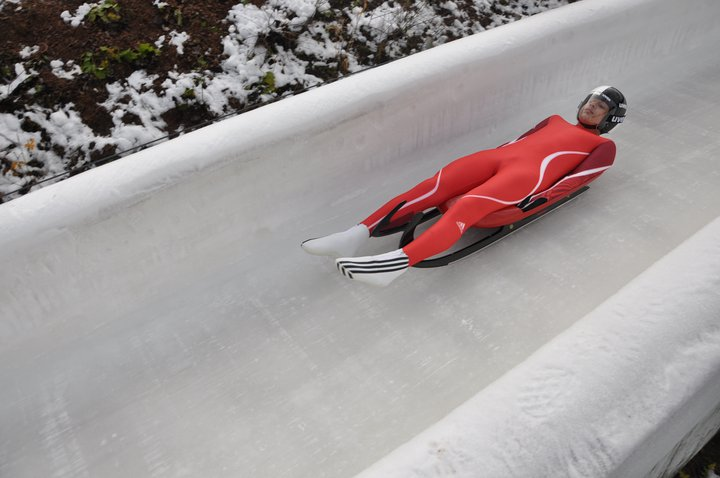
Pozycja saneczkarza w trakcie jazdy

Saneczkarstwo lub inaczej sport saneczkowy – jedna z dyscyplin zaliczanych do sportów zimowych. Wyścigi na sankach sportowych są rozgrywane na torach sztucznych lub naturalnych, w konkurencji kobiet i mężczyzn, indywidualnie i w dwójkach. O zwycięstwie decyduje łączny czas przejazdów, tzw. ślizgów. Zazwyczaj są to dwa ślizgi.
Od sezonu 2010/11 w ramach zawodów o Puchar Świata rozgrywane są sztafety, w których kolejno startują kobieta, mężczyzna i dwójka męska. W sztafetach czas jest liczony od startu kobiety do zakończenia ślizgu przez dwójkę. Po dojechaniu do mety kobieta dotyka tablicy znajdującej się nad torem, co automatycznie otwiera bramkę startową dla mężczyzny. Analogicznie w przypadku mężczyzny i startu dwójki.
Są rozgrywane na torach sztucznych:
- od 1914 mistrzostwa Europy
- od 1955 mistrzostwa świata
- od 1964 jest dyscypliną olimpijską

Rozwojem saneczkarstwa na świecie kieruje założona w 1957 Międzynarodowa Federacja Saneczkarska (Federation Internationale de Luge de Course – FIL), w Polsce – Polski Związek Sportów Saneczkowych, założony w 1957 jako kontynuacja założonej w 1930 Sekcji Saneczkarskiej przy Polskim Związku Narciarskim.

## W Polsce
Kolebką polskiego saneczkarstwa jest Krynica-Zdrój. W 1909 roku powstała pierwsza sekcja saneczkarska przy klubie sportowym Makabi w Krynicy, w 1914 roku Polska po raz pierwszy wzięła udział w mistrzostwach Europy. Po I wojnie światowej podjęto decyzję o budowie toru saneczkowego na stokach Góry Parkowej w Krynicy. Tor został oddany do użytku w 1929 roku, w 1938 roku na szczycie Góry Parkowej wybudowano betonową wieżę rozbiegową. Tor był wielokrotnie przebudowywany, w latach osiemdziesiątych popadł w ruinę. W 2008 roku rozpoczęto budowę nowoczesnego, sztucznie mrożonego toru saneczkowo-bobslejowo-skeletonowego.
Od 1930 roku Krynica stała się stolicą polskiego saneczkarstwa na 20 lat. Po II wojnie światowej saneczkarstwo zaczęło się rozwijać na Dolnym Śląsku, głównie w Karpaczu, gdzie w 1950 roku wybudowano nowoczesny tor sankowo-bobslejowy, także w Szklarskiej Porębie i Jakuszycach.
Pierwsze mistrzostwa Polski odbyły się w 1930 roku w Krynicy. Pierwszy tytuł mistrzowski wywalczył Bronisław Witkowski, a razem z nim na podium stanęli klubowi koledzy z KTH Krynica: Stefan Szerauc i Stanisław Rączkiewicz.
W Polsce organizowane były imprezy o randze mistrzostw Europy i świata:
- 1935 – Mistrzostwa Europy w Krynicy
- 1958 – Mistrzostwa Świata w Krynicy
- 1962 – Mistrzostwa Świata w Krynicy
- 1965 – Mistrzostwa Europy Juniorów w Karpaczu
- 1979 – Mistrzostwa Europy Juniorów w Krynicy
- 1985 – Mistrzostwa Europy w Szczyrku na torze naturalnym

Wielkim sukcesem polskiego saneczkarstwa zakończyły się mistrzostwa z 1958 roku, podczas których reprezentanci Polski zdobyli 7 na 9 możliwych do zdobycia medali.
Najlepsi polscy zawodnicy i zawodniczki:
- Jerzy Wojnar – dwukrotny mistrz i wicemistrz świata
- Ryszard Janowicz – mistrz, wicemistrz i brązowy medalista mistrzostw świata
- Barbara Piecha – mistrzyni i brązowa medalistka mistrzostw świata
- Maria Semczyszak – mistrzyni świata
- Lucjan Kudzia - mistrz świata
- Danuta Nycz – brązowa medalistka mistrzostw świata w 1962

Za najlepszych saneczkarzy w historii tej dyscypliny uważani są Georg Hackl, Armin Zöggeler i Hans Rinn, a wśród kobiet Sylke Otto, Margit Schumann i Steffi Walter-Martin.
Obecnie saneczkarstwo w Polsce jest uprawiane w Bielsku-Białej, Gołdapi, Jeleniej Górze, Karpaczu, Krynicy-Zdroju, Nowinach Wielkich, Nowym Sączu, Sopotni Małej, Szczyrku.